# Premios del Círculo de Críticos de Cine de Nueva York
Los Premios del Círculo de Críticos de Cine de Nueva York (en inglés, New York Film Critics Circle Award, NYFCC Award) son unos galardones otorgado por la asociación estadounidense del Círculo de Críticos de Cine de Nueva York,  fundado en 1935 y formado por críticos de cine que escriben sus reseñas en revistas especializadas y periódicos de la ciudad de Nueva York. 
Sus miembros incluyen a más de 30 críticos de cine de diarios y semanarios, revistas y publicaciones en línea con sede en Nueva York. En diciembre de cada año, la organización se reúne para votar sobre los Premios del Círculo de Críticos de Cine de Nueva York, otorgado anualmente para honrar la excelencia en el cine a nivel mundial del año calendario. La NYFCC también otorga premios independientes especiales a personas y organizaciones que han hecho contribuciones significativas al arte del cine, incluidos escritores, directores, productores, críticos de cine, restauradores de películas, historiadores y organizaciones de servicios.  Los premios NYFCC son los más antiguos otorgados por críticos de cine en el país y uno de los más prestigiosos.

## Ceremonias de entrega de premios
| Ceremonia | Fecha                   | Mejor película                              |
| --------- | ----------------------- | ------------------------------------------- |
| 1st       | 2 de marzo de 1936      | El delator                                  |
| 2nd       | 24 de enero de 1937     | El secreto de vivir                         |
| 3rd       | 9 de enero de 1938      | The Life of Emile Zola                      |
| 4th       | 8 de enero de 1939      | La ciudadela                                |
| 5th       | 7 de enero de 1940      | Cumbres Borrascosas                         |
| 6th       | 5 de enero de 1941      | The Grapes of Wrath                         |
| 7th       | 10 de enero de 1942     | Citizen Kane                                |
| 8th       | 3 de enero de 1943      | Sangre, sudor y lágrimas                    |
| 9th       | 21 de enero de 1944     | Watch on the Rhine                          |
| 10th      | Desconocido             | Going My Way                                |
| 11th      | 20 de enero de 1946     | Días sin huella                             |
| 12th      | 9 de enero de 1947      | Los mejores años de nuestra vida            |
| 13th      | 19 de enero de 1948     | Gentleman's Agreement                       |
| 14th      | 21 de enero de 1949     | El tesoro de Sierra Madre                   |
| 15th      | 5 de febrero de 1950    | All the King's Men                          |
| 16th      | 28 de enero de 1951     | All About Eve                               |
| 17th      | 20 de enero de 1952     | Un tranvía llamado Deseo                    |
| 18th      | 17 de enero de 1953     | High Noon                                   |
| 19th      | 23 de enero de 1954     | De aquí a la eternidad                      |
| 20th      | Desconocido             | On the Waterfront                           |
| 21st      | 21 de enero de 1956     | Marty                                       |
| 22nd      | 19 de enero de 1957     | Around the World in 80 Days                 |
| 23rd      | Desconocido             | El puente sobre el río Kwai                 |
| 24th      | 24 de enero de 1959     | Fugitivos                                   |
| 25th      | 23 de enero de 1960     | Ben-Hur                                     |
| 26th      | 23 de enero de 1961     | Hijos y amantes y The Apartment             |
| 27th      | 20 de enero de 1962     | West Side Story                             |
| 28th      | Sin premio              | Sin premio                                  |
| 29th      | 18 de enero de 1964     | Tom Jones                                   |
| 30th      | 23 de enero de 1965     | My Fair Lady                                |
| 31st      | 29 de enero de 1966     | Darling                                     |
| 32nd      | 29 de enero de 1967     | A Man for All Seasons                       |
| 33rd      | 28 de enero de 1968     | In the Heat of the Night                    |
| 34th      | 26 de enero de 1969     | El león en invierno                         |
| 35th      | 25 de enero de 1970     | Z                                           |
| 36th      | 18 de enero de 1971     | Mi vida es mi vida                          |
| 37th      | 23 de enero de 1972     | La naranja mecánica                         |
| 38th      | 28 de enero de 1973     | Gritos y susurros                           |
| 39th      | 27 de enero de 1974     | Day for Night                               |
| 40th      | 26 de enero de 1975     | Amarcord                                    |
| 41st      | 25 de enero de 1976     | Nashville                                   |
| 42nd      | 30 de enero de 1977     | Todos los hombres del presidente            |
| 43rd      | 29 de enero de 1978     | Annie Hall                                  |
| 44th      | 28 de enero de 1979     | The Deer Hunter                             |
| 45th      | 1 de febrero de 1980    | Kramer vs. Kramer                           |
| 46th      | 25 de enero de 1981     | Ordinary People                             |
| 47th      | 31 de enero de 1982     | Reds                                        |
| 48th      | 30 de enero de 1983     | Gandhi                                      |
| 49th      | 29 de enero de 1984     | La fuerza del cariño                        |
| 50th      | 27 de enero de 1985     | Pasaje a la India                           |
| 51st      | 26 de enero de 1986     | El honor de los Prizzi                      |
| 52nd      | 25 de enero de 1987     | Hannah y sus hermanas                       |
| 53rd      | 24 de enero de 1988     | Broadcast News                              |
| 54th      | 15 de enero de 1989     | The Accidental Tourist                      |
| 55th      | 14 de enero de 1990     | Mi pie izquierdo                            |
| 56th      | 13 de enero de 1991     | Goodfellas                                  |
| 57th      | 12 de enero de 1992     | The Silence of the Lambs                    |
| 58th      | 17 de enero de 1993     | The Player                                  |
| 59th      | 16 de enero de 1994     | La lista de Schindler                       |
| 60th      | 22 de enero de 1995     | Quiz Show                                   |
| 61st      | 7 de enero de 1996      | Leaving Las Vegas                           |
| 62nd      | 5 de enero de 1997      | Fargo                                       |
| 63rd      | 4 de enero de 1998      | L.A. Confidential                           |
| 64th      | 10 de enero de 1999     | Saving Private Ryan                         |
| 65th      | 9 de enero de 2000      | Topsy-Turvy                                 |
| 66th      | 14 de enero de 2001     | Traffic                                     |
| 67th      | 6 de enero de 2002      | Mulholland Drive                            |
| 68th      | 12 de enero de 2003     | Far from Heaven                             |
| 69th      | 11 de enero de 2004     | El Señor de los Anillos: el retorno del Rey |
| 70th      | 9 de enero de 2005      | Entre copas                                 |
| 71st      | 8 de enero de 2006      | Brokeback Mountain                          |
| 72nd      | 7 de enero de 2007      | United 93                                   |
| 73rd      | 6 de enero de 2008      | No Country for Old Men                      |
| 74th      | 5 de enero de 2009      | Milk                                        |
| 75th      | 11 de enero de 2010     | The Hurt Locker                             |
| 76th      | 10 de enero de 2011     | The Social Network                          |
| 77th      | 9 de enero de 2012      | The Artist                                  |
| 78th      | 7 de enero de 2013      | La noche más oscura                         |
| 79th      | 6 de enero de 2014      | American Hustle                             |
| 80th      | 5 de enero de 2015      | Boyhood                                     |
| 81st      | 4 de enero de 2016      | Carol                                       |
| 82nd      | 3 de enero de 2017      | La La Land                                  |
| 83rd      | 3 de enero de 2018      | Lady Bird                                   |
| 84th      | 7 de enero de 2019      | Roma                                        |
| 85th      | 7 de enero de 2020      | El irlandés                                 |
| 86th      | 18 de diciembre de 2020 | First Cow                                   |
| 87th      | 3 de diciembre de 2021  | Drive My Car                                |

## Categorías
En diciembre de cada año, la asociación se reúne para elegir mediante votación, las películas ganadoras de dicho premio, en las siguientes categorías:
- Mejor Película (desde 1935)
- Mejor Director (desde 1935)
- Mejor Actriz (desde 1935)
- Mejor Actor (desde 1935)
- Mejor Película Extranjera (desde 1937)
- Mejor Guion (desde 1956)
- Mejor Actor de Reparto (desde 1969)
- Mejor Actriz de Reparto (desde 1969)
- Mejor Fotografía (desde 1980)
- Mejor Película Documental (desde1980)
- Mejor Director Debutante (desde 1989)
- Mejor Ópera Prima (desde 1997)
- Mejor Película de Animación (desde 2000)